# Drepanorhina
Drepanorhina là một chi bướm đêm thuộc họ Erebidae.